# Гапуров, Шахрудин Айдиевич
Шахруди́н Айди́евич Гапу́ров (род. 6 января 1951, Таш-Кумыр, Джалал-Абадская область) — советский и российский историк. Доктор исторических наук (2004), профессор (2006), академик и президент Академии наук Чеченской Республики (с 2006). Заслуженный деятель науки Чеченской Республики, член Грозненского отделения Российского Пагуошского комитета.

## Биография
Родился 6 января 1951 года в депортации в Средней Азии в городе Таш-Кумыр Киргизской ССР. Ему было около двух лет, когда умер отец. Чтобы прокормить детей мать пошла на работу в угольную шахту.
В 1958 году пошёл в школу в Таш-Кумыре. Но из-за плохого знания русского языка учёба не ладилась. В ноябре 1958 года семья вернулась на родину. Шахрудин продолжил учёбу в селе Булгат-Ирзу Ножай-Юртовского района Чечено-Ингушской АССР. Преподавание велось на чеченском языке и Шахрудин стал лучшим учеником. С пятого класса пристрастился к чтению художественной литературы. Из-за отсутствия библиотеки в родном селе за книгами приходилось ходить в соседние сёла. В феврале 1966 года после продолжительной болезни от туберкулёза, который был результатом работы на шахте, умерла мать Шахрудина.
В родном селе была только восьмилетняя школа, поэтому продолжать учёбу пришлось в средней школе села Бено-Юрт. В 1968 году окончил её с золотой медалью. В 1972 году с отличием окончил исторический факультет Чеченского педагогического института.
В 1972 году поступил на очное отделение аспирантуры Ростовского государственного университета по специальности «Всеобщая история». Его желание писать кандидатскую диссертацию по новейшей истории Индии натолкнулось на отсутствие на Северном Кавказе специалистов-индологов. Гапуров вынужден был ехать в МГУ. Его научным руководителем был назначен работавший заведующим отделом Индии и Пакистана в Институте востоковедения АН СССР Григорий Григорьевич Котовский, сын известного участника Гражданской войны. Поскольку большинство источников было на английском языке (а Гапуров изучал немецкий), пришлось самостоятельно изучать язык.
В 1976 году окончил аспирантуру. В 1978 году защитил диссертацию на соискание учёной степени кандидата исторических наук по теме «Идейно-политическая борьба по аграрному вопросу в Индии в 1959—1969 годах» (специальность 07.00.03 — всеобщая история) и стал первым индологом на Северном Кавказе.
В 1977 году начал преподавать историю стран Азии и Африки в Чечено-Ингушском университете. В 1987 году стал заведующим кафедрой всеобщей истории Чечено-Ингушского университета и самым молодым членом учёного совета университета.
В 1980-х годах стал изучать историю Северного Кавказа и Чечни. В 1989 году издал первую монографию в области кавказоведения: «Антифеодальные, антиколониальные движения в странах Востока и на Северном Кавказе в XIX веке (сравнительный анализ)».
После прихода к власти Джохара Дудаева в 1991 году учёным, врачам и учителям перестали платить заработную плату. Тем не менее даже в таких условиях Гапуров находил возможности для научной работы. Каждый год он публиковал несколько статей, участвовал в региональных и всероссийских научных конференциях. В 1999 году Гапуров в соавторстве издал вузовский учебник «История России с древнейших времен».
Незадолго до начала второй чеченской войны в 1999 году уехал в Москву на стажировку. Из-за военных действий вынужден был задержаться до мая 2000 года. Он использовал это время для сбора материалов по Кавказской войне XIX века и роли чеченцев в этой войне. Используя этот материал, Гапуров в 2002-2009 годах издал семь монографий.
В 2004 году защитил диссертацию на соискание учёной степени доктора исторических наук по теме «Политика России на Северном Кавказе в первой четверти XIX в.» (специальность 07.00.02 — отечественная история).
Является автором более 200 научных публикаций. В 2006 году он был избран президентом Академии наук Чеченской Республики.

## Награды
- Орден Кадырова (14 июня 2019) — за заслуги в научно-исследовательской и научно-организационной работе, воспитании и подготовке научных кадров для Чеченской Республики